# Амел (Сома)
Амел (фр. Hamel) је насељено место у Француској у региону Пикардија, у департману Сома.
По подацима из 2011. године у општини је живело 520 становника, а густина насељености је износила 57,02 становника/km².

## Демографија
| 1962. | 1968. | 1975. | 1982. | 1990. | 2011. |
| ----- | ----- | ----- | ----- | ----- | ----- |
| 448   | 472   | 469   | 451   | 489   | 520   |